# NGC 45
NGC 45는 천구적도의 고래자리에 있는 저표면밝기 나선 은하이다. 1835년 11월 11일 영국의 천문학자 존 허셜이 발견하였다. 이 은하는 지구로부터 2,200만 광년 떨어져 있으며, 태양 중심 시선속도는 466 km/s로 멀어지고 있다. 조각가자리 은하군 근처에 위치해 있지만, 배경 은하일 가능성이 높다.
NGC 45의 형태 분류는 SA(s)dm으로, 이는 뚜렷한 내부 막대 (SA)나 고리(s)가 없는 나선 은하임을 나타낸다. 중앙 팽대부는 거의 없다. 은하면은 지구에서 바라보는 시선 방향에 대해 55°±5° 기울어져 있으며, 타원형 윤곽의 장축은 145°±5°의 위치각을 따라 정렬되어 있다. 항성 형성은 ~0.20 M☉·yr−1의 적당한 속도로 진행되고 있다.
은하수와는 달리, NGC 45는 명확하게 정의된 나선팔이 없으며, 은하중심 막대 핵 또한 매우 작고 왜곡되어 있다. 따라서 NGC 45는 은하 거주가능 영역을 가지고 있지 않다. 은하수의 경우, 은하 거주가능 영역은 일반적으로 약 10 킬로파섹의 외부 반지름과 은하중심에 가까운 내부 반지름을 가진 환형으로 알려져 있으며, 둘 다 명확한 경계를 가지고 있지 않다.

## 천문학적 일시현상

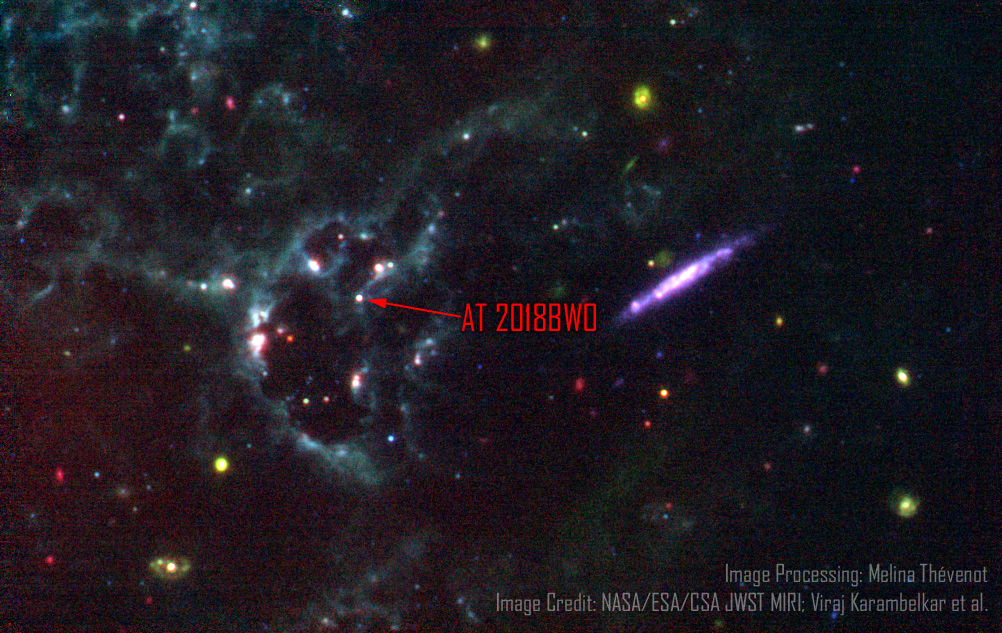
JWST MIRI 기기로 촬영한 AT 2018bwo (붉은 화살표)

NGC 45에서 두 가지 천문학적 일시현상이 관측되었다.
- AT 2018bwo (LRN형, 겉보기등급 16.4352)는 2018년 5월 22일 40 Mpc 이하 거리 탐사 (DLT40)에 의해 발견되었다.[11] 밝은 적색 신성은 항성들의 병합으로 인해 발생하는 것으로 여겨진다. AT 2018bwo의 전구별은 황색초거성이었다.[12]
- AT 2018htr (LBV형, 겉보기등급 17.4692)은 2018년 11월 3일 DLT40에 의해 발견되었다.[13]

## 갤러리

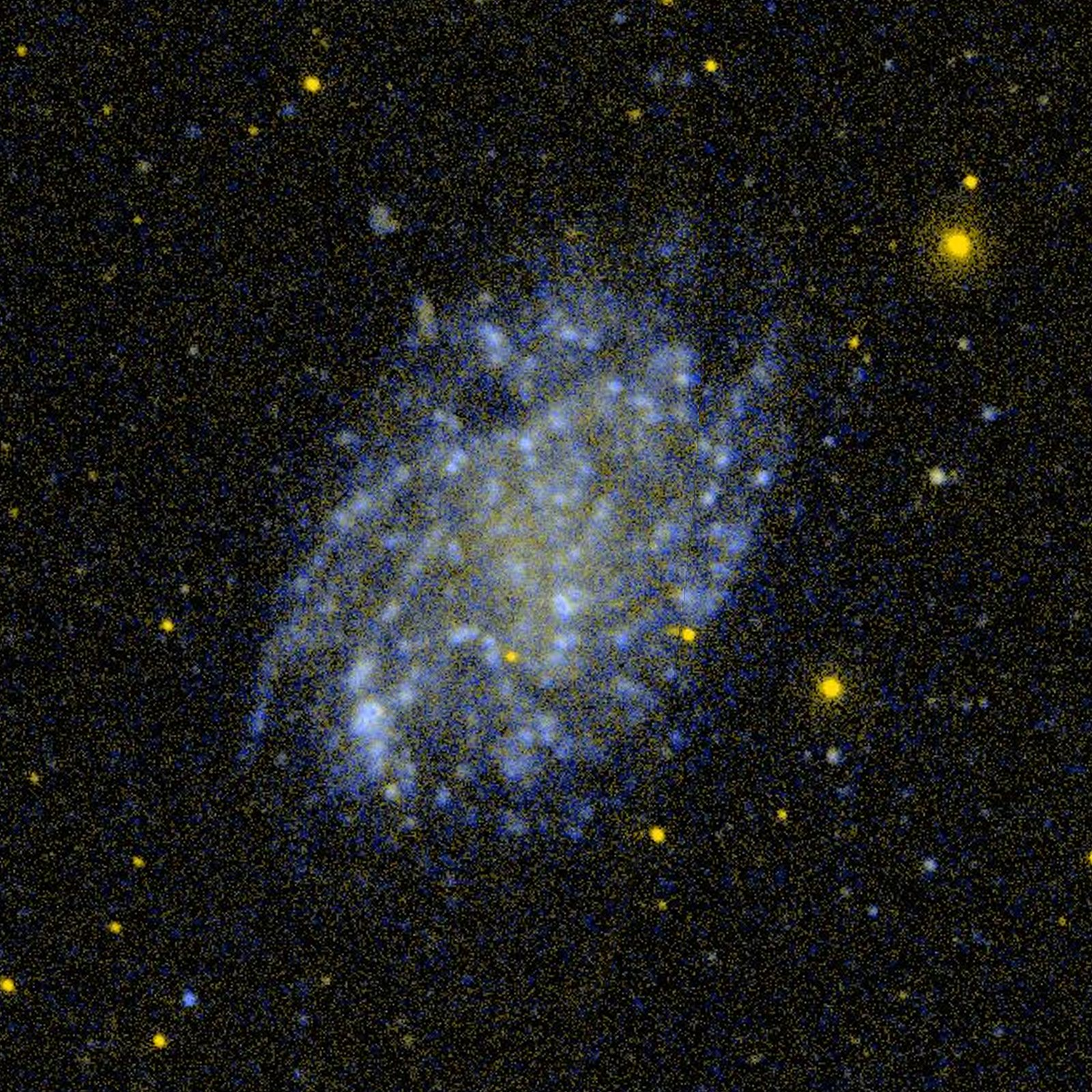
갈렉스 (자외선)로 본 NGC 45
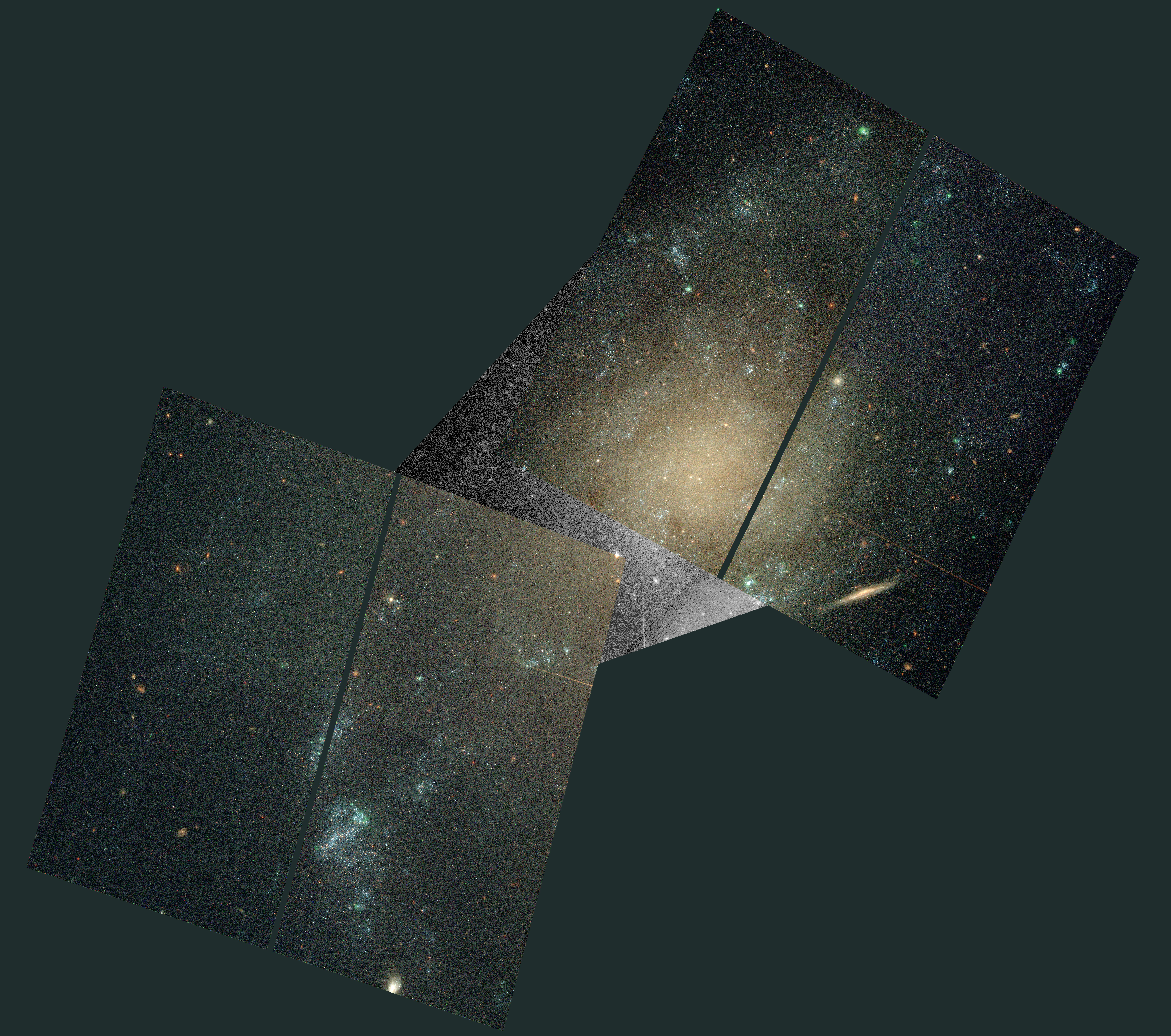
허블의 NGC 45 모자이크
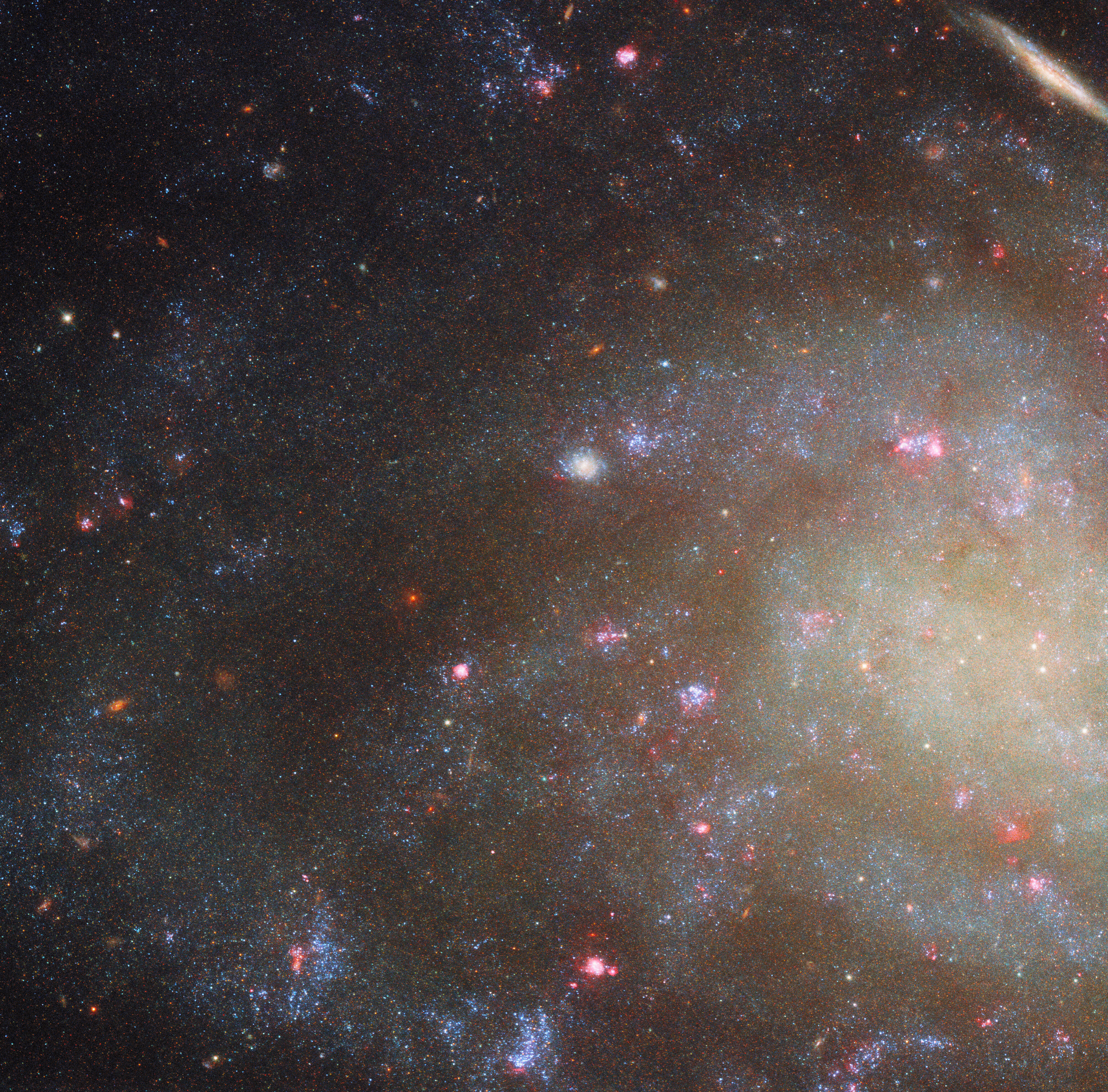
허블 우주망원경이 촬영한 NGC 45

## 같이 보기
- NGC 1 ~ 999 목록
- 틀:NGC 천체
- 틀:Ngc5
- 틀:고래자리